# Johann-Erasmus von Malsen-Ponickau

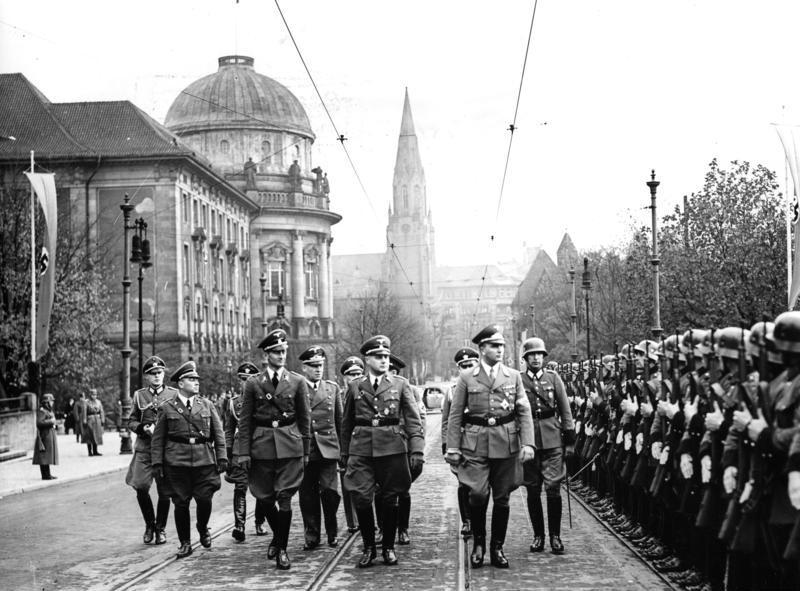
Inspektion av ett hederskompani ur Wehrmacht i Posen i november 1939. I främsta raden från vänster till höger: Johann-Erasmus von Malsen-Ponickau, Wilhelm Koppe och Arthur Greiser.

Johann-Erasmus von Malsen-Ponickau, född 5 juni 1895 i München, död 12 juni 1956 i München, var en tysk friherre och SS-Brigadeführer. Han var bland annat polischef i Posen 1940–1943 och SS- och polischef i Istrien 1944–1945.

## Biografi
Johann-Erasmus von Malsen-Ponickau deltog i första världskriget och uppnådde graden ryttmästare. Efter kriget var han kortvarigt medlem i Freikorps Epp.
Efter Adolf Hitlers maktövertagande år 1933 blev von Malsen-Ponickau chef för Hilfspolizei i München. Efter att ha beklätt olika ämbeten inom den tyska polisadministrationen utnämndes han i mars 1939 till polischef i Frankfurt an der Oder. I september samma år blev han tillförordnad polischef i Posen; i juni 1940 blev han ordinarie.
År 1946 utlämnades von Malsen-Ponickau till Polen. Han frikändes i sin egenskap av polischef i Posen, men dömdes till sju år fängelse för medlemskap i SS.

## Befordringar inom SS
| Datum           | Tjänstegrad      |
| --------------- | ---------------- |
| 1 februari 1931 | Sturmführer      |
| 1 juni 1931     | Sturmbannführer  |
| 18 oktober 1931 | Standartenführer |
| 11 augusti 1932 | Oberführer       |
| 15 augusti 1933 | Brigadeführer    |